# Droga wojewódzka 205
Die Droga wojewódzka 205 (DW 205) ist eine Woiwodschaftsstraße in der polnischen Woiwodschaft Westpommern. In Nord-Süd-Richtung verbindet sie die Ostseestadt Darłowo (Rügenwalde) mit Sławno (Schlawe), Polanów (Pollnow) und Bobolice (Bublitz). Die DW 205 durchquert dabei den Powiat Sławieński (Kreis Schlawe) und den östlichen Teil des Powiat Koszaliński (Kreis Köslin). Die Gesamtlänge der im äußersten Osten der Woiwodschaft Westpommern gelegenen Straße beträgt 80 Kilometer.
Verkehrstechnisch ist die DW 205 heute ein Bindeglied zwischen der Ostseeküste (Fährverbindung von Darłówko nach Nexø auf Bornholm/Dänemark) mit drei Fernstraßen: bei Sławno die DK 6 / Europastraße 28 (Berlin – Stettin – Danzig) und bei Bobolice die DK 11 (Koszalin (Köslin) – Poznań (Posen) – Bytom (Beuthen/Oberschlesien)) sowie die DK 25 (Bobolice – Bydgoszcz (Bromberg) – Konin – Oleśnica (Oels/Schlesien)).
Zwischen Sławno und Bobolice benutzt die DW 205 die Trasse der ehemaligen deutschen Reichsstraße 159, die damals von Schlawe aus die Reichsstraße 2 (Berlin – Stettin – Danzig – Dirschau) mit der Reichsstraße 160 (Kolberg – Schneidemühl – Kolmar in Posen) in Bublitz verband und weiter nach Tempelburg (Czaplinek) zur Reichsstraße 124 (Kolberg – Belgard – Deutsch Krone) führte.

## Straßenverlauf
Woiwodschaft Westpommern:
Powiat Sławieński (Kreis Schlawe)
- Darłowo (Rügenwalde)

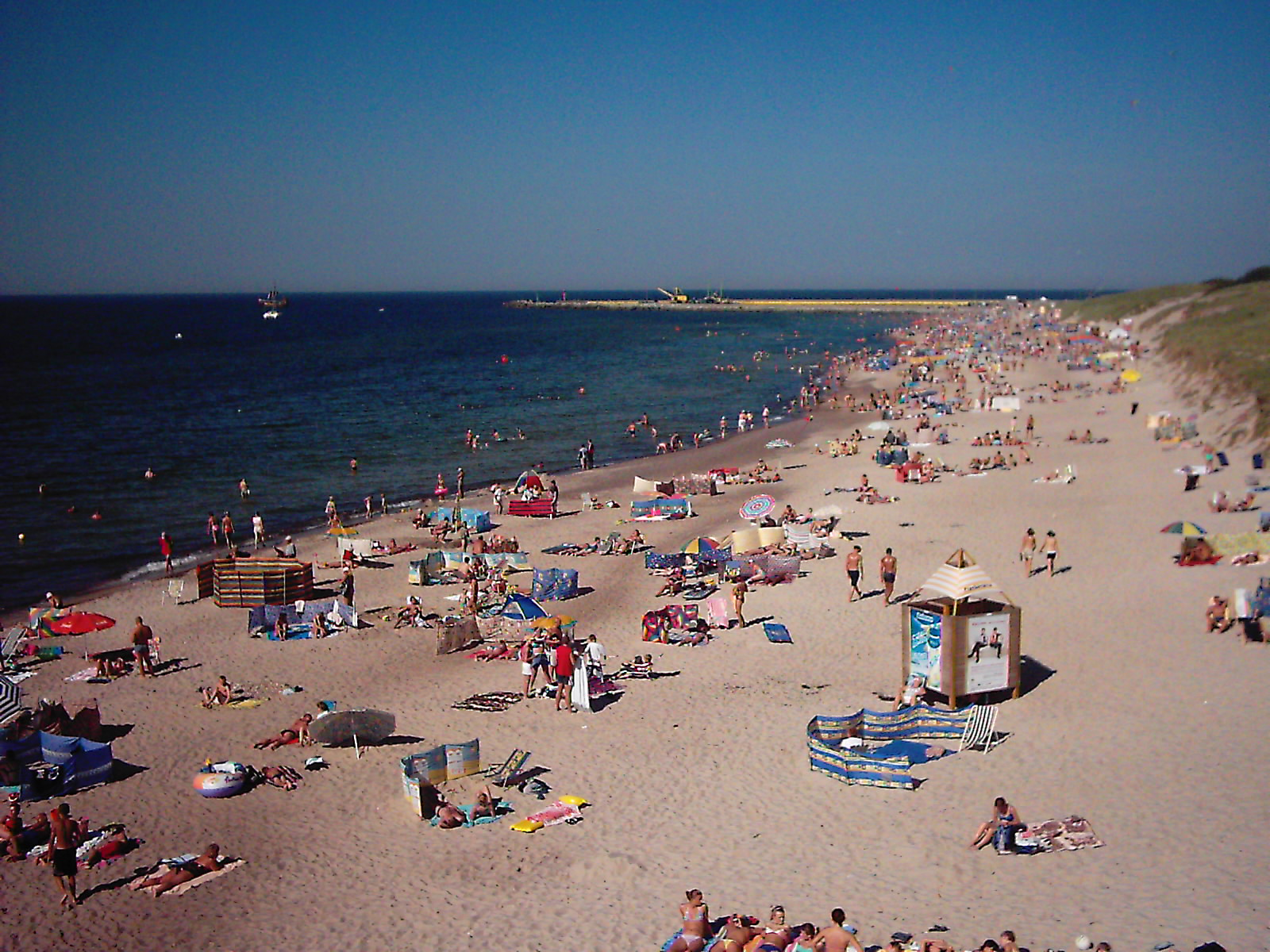
Ostseestrand bei Darłówko (Rügenwaldermünde)

  - Darłówko (Rügenwaldermünde) (Fährverbindung nach Nexø/Dänemark)
  - Centrum (DK 37 nach Karwice (Karwitz) und DW 203 Koszalin (Köslin) – Darłowo – Ustka (Stolpmünde))
- Krupy (Grupenhagen)
- Stary Jarosław (Alt Järshagen)

Das Wappen der Stadt Sławno (Schlawe)

- Sławno (Schlawe) DK 6 / Europastraße 28 (Berlin – Stettin – Danzig) und DW 209 (Sławno – Bytów (Bütow))

X Staatsbahnlinien Nr. 202: Stargard (Stargard in Pommern) – Gdańsk (Danzig), und Nr. 418: Darłowo – Korzybie (Zollbrück) X
- Kwasowo (Quatzow)
- Kosierzewo (Kusserow)
- Ostrowiec (Wusterwitz)
- Nowy Żytnik (Neue Mühle)

~ Grabowa (Grabow) ~
Powiat Koszaliński (Kreis Köslin)
- Krąg (Krangen)
- Polanów (Pollnow) (DW 206 Koszalin (Köslin) – Polanów (Pollnow) – Miastko (Rummelsburg))
- Żydowo (Sydow)

X ehemalige Kleinbahnlinie der Schlawer Bahnen: Schlawe – Polanów (Pollnow) – Sydow/Breitenberg X
(ehemaliger Landkreis Köslin)
- Drzewiany (Drawehn) (DW 168 Niedalino (Nedlin) – Mostowo (Brückenkrug) – Drzewiany)
- Chociwle (Friedrichsfelde)

X ehemalige Reichsbahnstrecke Schivelbein (Świdwin) – Gramenz (Grzmiąca) – Bublitz – Zollbrück (Korzybie) und ehemalige Kleinbahnlinie Manow–Bublitz der Köslin–Belgarder Bahnen X

Das Stadtwappen von Bobolice (Bublitz)

- Bobolice (Bublitz) DK 11 (Kołobrzeg (Kolberg) – Piła (Schneidemühl) – Poznań (Posen) – Bytom (Beuthen/Oberschlesien)), DK 25 (Bobolice – Bydgoszcz (Bromberg) – Konin – Oleśnica (Oels/Schlesien)) und DW 171 (Bobolice – Czaplinek (Tempelburg))